# 拟态

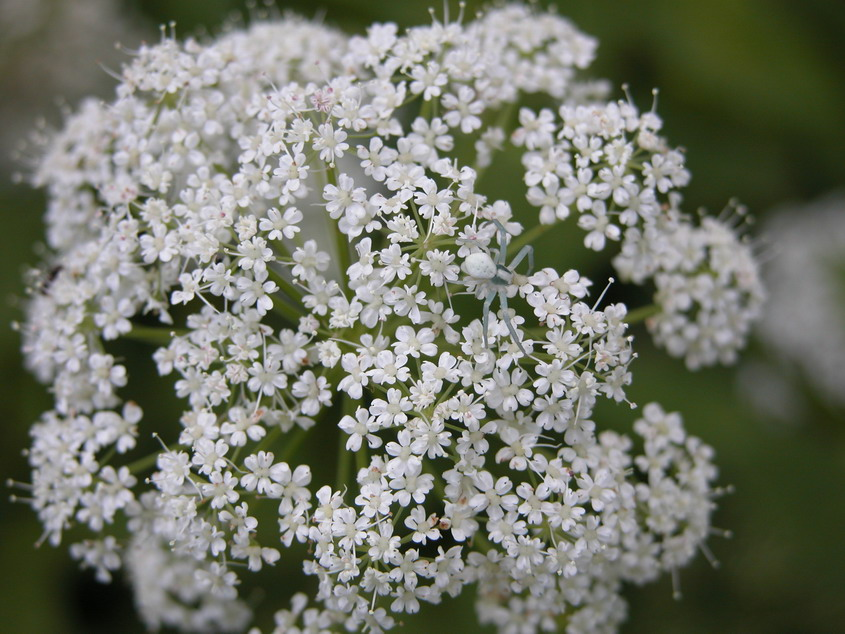
蜘蛛躲藏在花叢，它藉擬態躲避鳥類獵食，等待獵物到來。

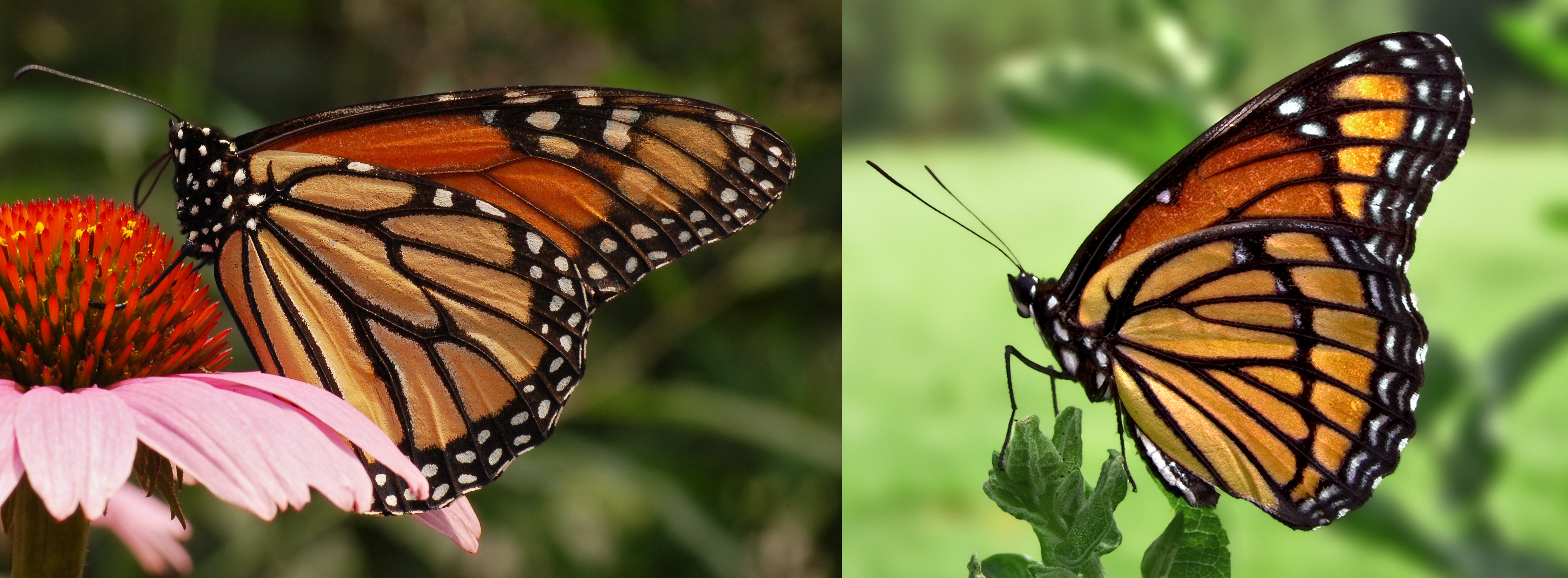
帝王斑蝶（Danaus plexippus，左）與總督蝴蝶（Limenitis archippus，右）在視覺上相似，而帝王斑蝶對鳥類捕食者來說有毒且氣味難聞，但總督蝴蝶則否，鳥類捕食者會同時避免接觸它們，這是一個擬態的例子。

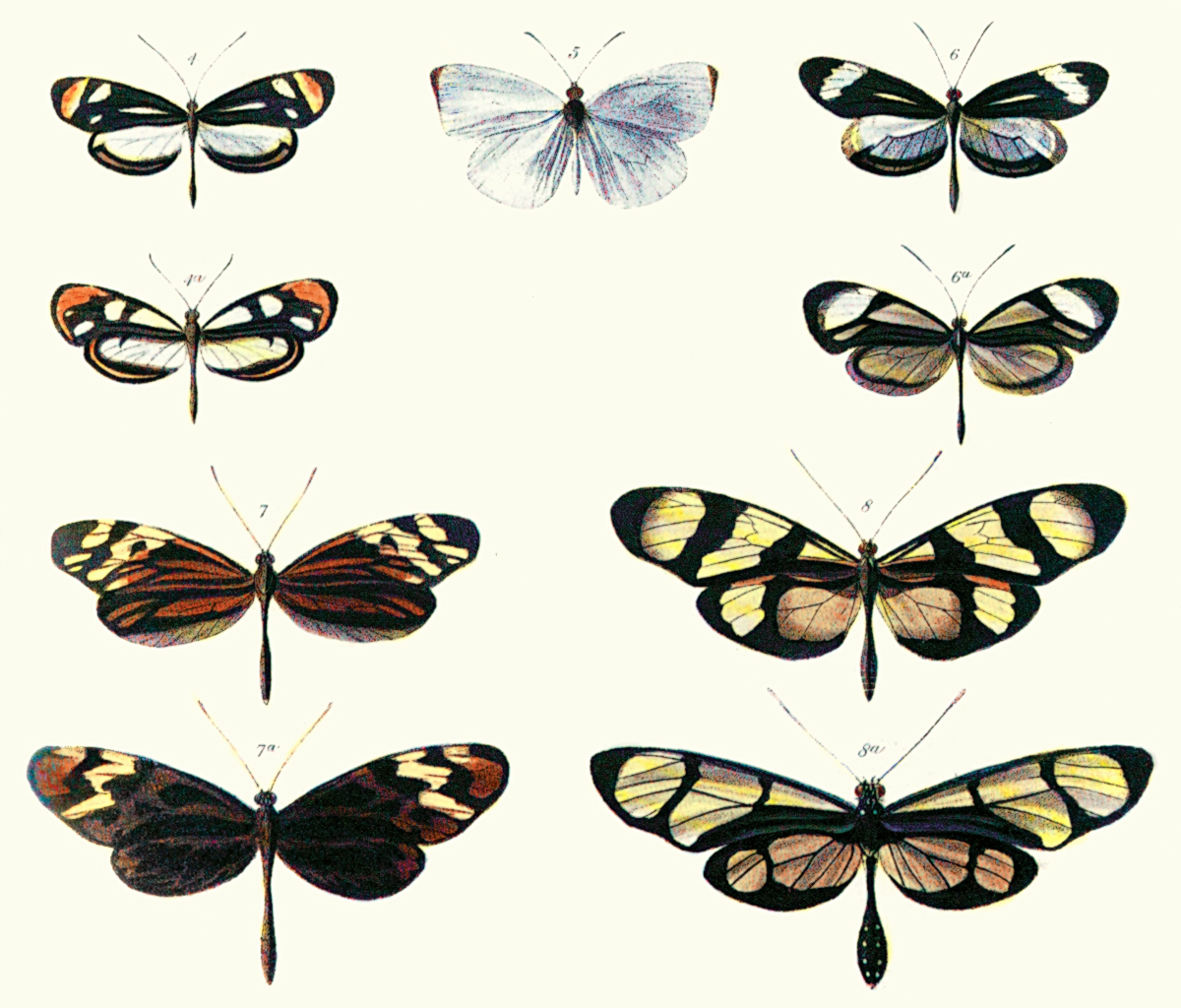
由 Henry Walter Bates 製作的圖片展示了袖粉蝶屬物種（頂行，第三行）和各種綃蝶族物種（蛺蝶科，第二行，底行）之間的貝氏擬態。

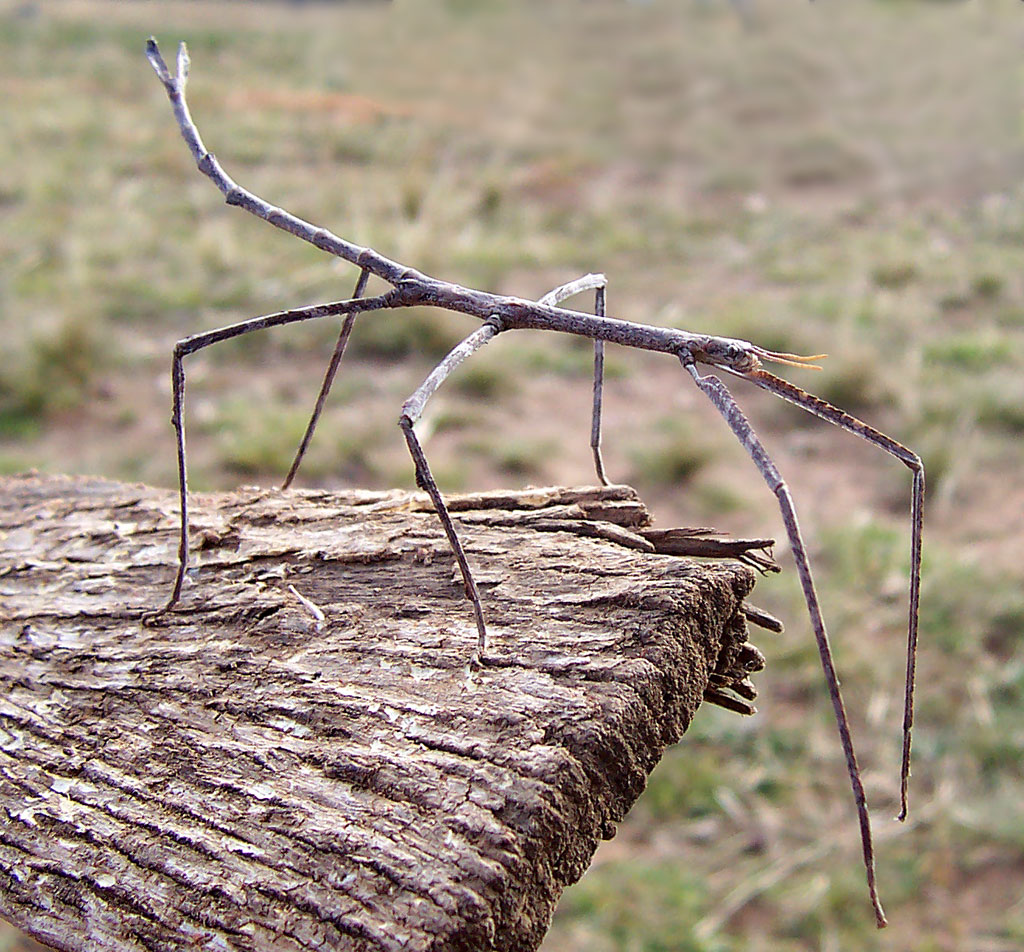
偽裝現象發生於Ctenomorphodes chronus這種竹節蟲物種之中，使該物種個體在視覺上與桉屬物種的枝條相似。

在演化生物學中，擬態（英語：mimicry）是一個有機體與另一個物體（通常屬另一物種）之間演化的相似性。擬態可能在不同物種之間，或同一物種的個體之間發生。經常，擬態的作用是保護物種免受捕食，成為一種反捕食者適應。 如果感官刺激之接收者（例如捕食者）感知到模仿者（具有相似性的生物體）和模仿對象（與模仿者相似的生物體）之間的相似性，並因此改變其行為，從而提供自然選擇之優勢，擬態就會在演化中產生。 擬態演化的相似之處，可以是在視覺、聽覺、生物化學、觸覺等方面，或這些感知方式之組合。 擬態可能對兩種具有相似性的生物體都有利；在這種情況下，它是一種互利共生的表現形式。擬態可能會對某方造成損害，使其被寄生或承受生存競爭壓力等。群體之間的演化趨同，是由感官刺激之接收者等之自然選擇現象所驅動；例如，鳥類以視覺辨識可食用之昆蟲，同時避免接觸對其有害者，隨著時間推移，可食用之昆蟲可能會演化出近似有害昆蟲之特徵。在互利共生之情況下，有時兩個群體都被稱為「co-mimics」。被模仿者的數量經常被認定比模仿者更多，但並不盡然。 擬態可能涉及許多物種；許多無害的物種（例如食蚜蠅）是黃蜂等防禦嚴密的物種的貝氏擬態，而許多防禦嚴密的物種則形成穆氏擬態環（英語：Müllerian mimicry rings），彼此在特徵上相似。獵物物種與其捕食者之間的擬態，通常涉及三個以上之物種。
從最廣泛的定義來看，擬態可以包括非生命之模仿；例如花螳螂、蠟蟬總科、突尾鉤蛺蝶和尺蛾科等動物案例所示。 許多動物都有眼狀斑點，這些斑點被推測類似於大型動物之眼睛；但是，它們可能不像任何特定動物之眼睛，動物是否對它們做出有關反應也不確定。 被模仿者通常屬於另一物種，在自擬態現象中，生物體模仿其他與自身屬同物種之生物體，或自身之部分。在有關性別的擬態中，生物體模仿其他屬同物種但不同性別之生物體。
如果擬態對被模仿者產生負面影響，則擬態可能會導致「演化軍備競賽」之現象，並且被模仿者可能演化出與擬態不同的特徵。 模仿者在不同的生物生命週期階段，可能有不同的模仿對象，或可能是多態的，不同的個體模仿不同的對象，如袖蝶屬物種。被模仿者本身可能有不只一種模仿者，儘管頻率依存選擇（英語：Frequency-dependent selection）有利於被模仿者之數量超過模仿者。被模仿者往往是與模仿者相關性相對密切之生物體，但也有截然不同的物種之間的擬態。被研究最多的擬態現象，大多屬於昆蟲。 植物和真菌也可能發生擬態之現象，但有關研究較少。

## 種類
擬態種類族繁不及備載，以下列舉三种拟态：
1. 貝氏擬態（Batesian mimicry，以英國博物學家亨利·沃爾特·貝茲（Henry Walter Bates）命名），於1861年在林奈學會發表論文，說明亞馬遜河的粉蝶會模仿毒蝶屬，保護自己免於被捕食，一个物种拟态模仿另一个成功的物种，显得有毒或者是无食用价值。但该拟态并不会攻击掠食者。例如，一种鹿子蛾会拟态成为黄胡蜂，但它并不能螫。但掠食者还是会把它当成黄胡蜂回避。例如尺蠖形態及行為與樹枝或莖相仿，藉以躲避獵食。
2. 穆氏拟态（Müllerian mimicry，以德國生物學家弗里茨·穆勒（Fritz Mülle）命名），一个物种以鲜艳的体颜等手段警告掠食者其毒性或不可食用性，但警告的生效还是要等掠食者得到教训才开始，例如掠食者从一次失败的捕猎中很快认识到猎物有毒。这种拟打击掠食者。依照此種擬態，蜜蜂会模仿黄蜂，两者外表相似都能螫。
3. 进攻性拟态(Aggressive mimicry)，拟态成为无害的物种以吸引獵物，如豬籠草偽裝成花朵，吸引昆蟲前往採蜜，藉以獲取養分。

貝氏擬態是好吃的蝴蝶模擬難吃的蝴蝶，而穆氏擬態則是難吃的蝴蝶相互模擬，兩種擬態常會連結，形成「擬態環」，以致好吃與難吃的蝴蝶都有類似的圖案。

## 圖片

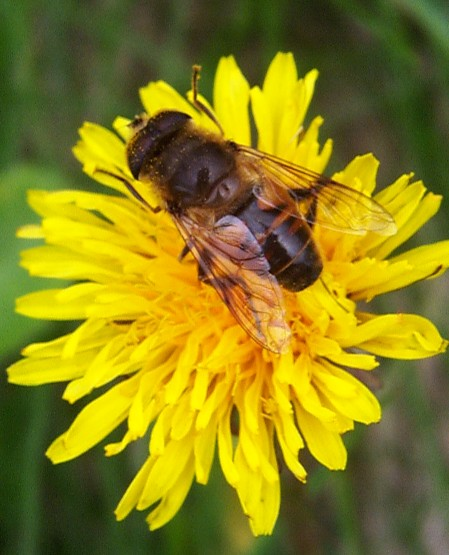
一只蝇应用貝氏拟态模仿蜜蜂

## 参閲
- 趋同演化

## 外部連結
- Warning colour and mimicry （页面存档备份，存于） • Lecture outline from University College London
- Camouflage and Mimicry in Fossils （页面存档备份，存于）
- Искусство подражать — Наука и жизнь № 4, 2003 （页面存档备份，存于）